# Нежа Кланчар
Нежа Кланчар (словен. Neža Klančar, 19 лютого 2000) — словенська плавчиня. Учасниця Чемпіонату світу з водних видів спорту 2022, де на дистанціях 50 метрів батерфляєм і 
50 метрів вільним стилем посіла, відповідно, 17-те і 19-те місця й не потрапила до півфіналів.